# Прадье-Фодере, Поль
Поль Прадье-Фодере (11 июля 1827, Страсбург — 28 июня 1904, Сент-Этьен) — французский юрист, адвокат, педагог, публицист и научный писатель.

## Биография
Получил юридическое образование в Страсбургском университете, затем открыл адвокатскую практику в Париже. В 1857 году был назначен профессором публичного права в колледже Армено Мюрата, позже перешёл на ту же должность в Школу политических наук в Париже. В 1874 году отправился в Перу по приглашению местного правительства, где стал профессором политологии в Институте политических и административных наук, им же организованным, при Университете Лимы. Шесть лет спустя вернулся во Францию и стал судьёй в апелляционном суде в Лионе. С 1879 года был сотрудником Института международного права и написал, работая на этой должности, множество работ в области административного, конституционного и международного права.
Наиболее известные работы: «Précis de droit administratif» (1853—58), «Traité de droit commercial» (1854—1862), «Lois sur le recrutement» (1854), «Principes généraux de droit, de politique, de législation». Главный труд — «Traité de droit international public européen et américain», над ним он работал с 1880-х годов до конца жизни; восьмитомная работа осталась незаконченной, последний том доработал его сын.